# Manuel II Patriota
Manuel II Patriota (ur. 15 listopada 1889 w Lizbonie, zm. 2 lipca 1932 w Londynie) − ostatni król Portugalii, panował od 1 lutego 1908 do 4 października 1910 roku. Nazwany nieszczęśliwym w przeciwieństwie do swojego XV-wiecznego imiennika − Manuela I.

## Życiorys

### Młodość

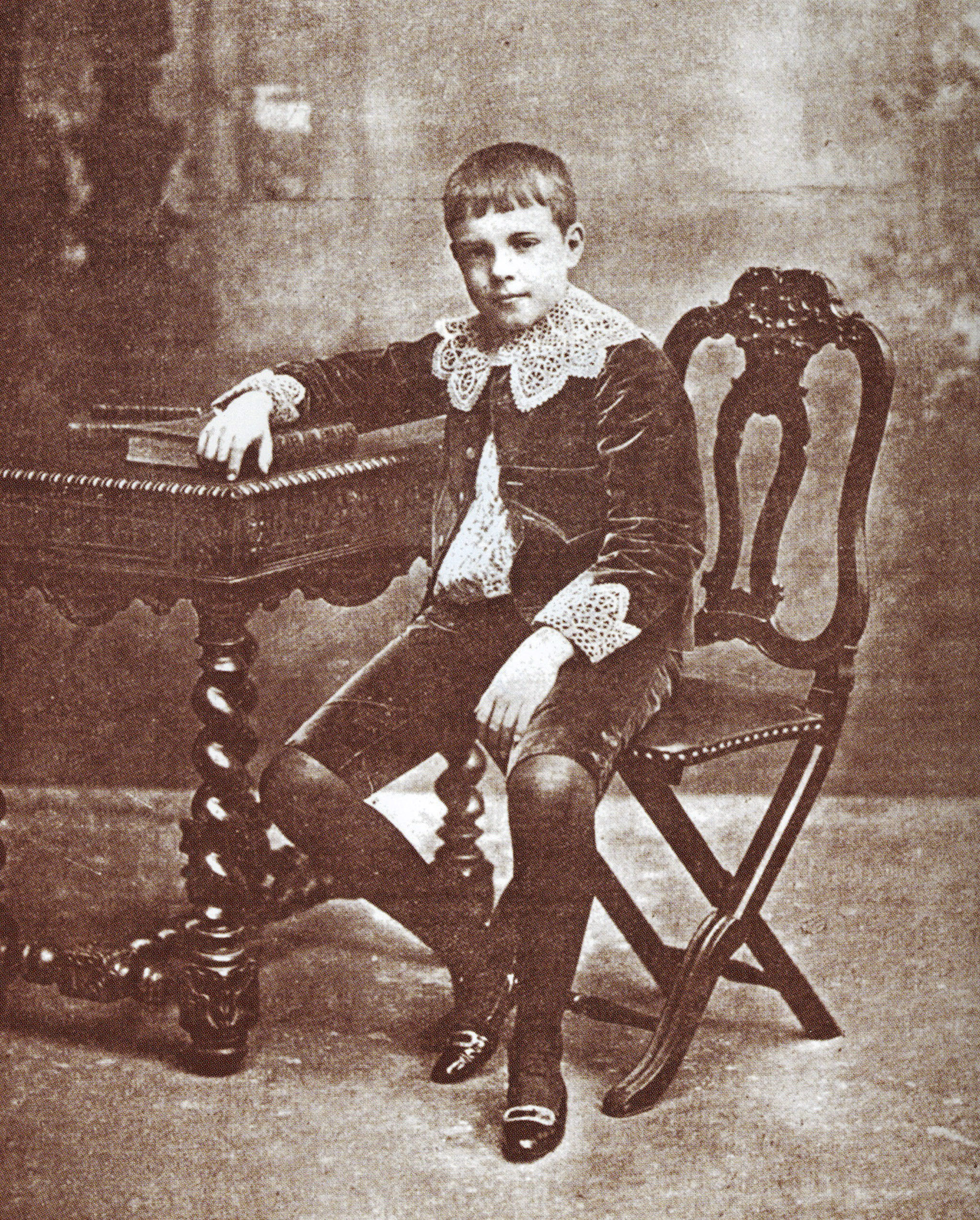
Młody książę Manuel, rok 1901

Urodził się w ostatnim roku panowania swojego dziadka – Ludwika I. Otrzymał tradycyjne wykształcenie, typowe dla członka portugalskiej rodziny królewskiej, bez trosk politycznych, które spotkały jego starszego brata, który został przeznaczony od urodzenia, by zostać królem. Studiował historię i języki. Mówił biegle i pisał w języku francuskim. Pobierał lekcje muzyki u pianisty Aleksandra Rey Colaço. Był wielkim miłośnikiem muzyki. Słuchał utworów Beethovena i Richarda Wagnera. W przeciwieństwie do starszego brata, który lubił ćwiczenia fizyczne, Manuel wolał literaturę, czytanie i pisanie. Napisał między innymi „przewodnik” po średniowiecznej i renesansowej literaturze portugalskiej. Jeździł konno, pływał i grał w tenisa.
Dużo podróżował. W 1903 roku wraz z matką i jej bratem wyjechał do Egiptu na pokładzie królewskiego jachtu Amelia, poszerzając swoją wiedzę o starożytnych cywilizacjach. W 1907 rozpoczął naukę w Portugalskiej Szkole Marynarki Wojennej z perspektywą służby wojskowej.

### Panowanie
Odziedziczył tron w 1908 roku, po śmierci swojego ojca, króla Karola I, i starszego brata, księcia Ludwika Filipa, diuka Braganza, którzy zginęli z rąk radykalnych republikanów w zamachu. W tym samym zdarzeniu Manuel został lekko ranny. Wraz z tronem odziedziczył poważne problemy w polityce wewnętrznej i zagranicznej. W polityce wewnętrznej było to kształtowanie się i stały rozrost ideologii liberalnej i republikańskiej, a w polityce zagranicznej przede wszystkim zmiany terytorialne i ekonomiczne w afrykańskich terytoriach zamorskich, zachodzące już w czasach króla Ludwika I.
Manuel od razu po objęciu władzy zdymisjonował dyktatora João Franco i cały jego gabinet, chcąc umocnić słabą pozycję rodu królewskiego. Ogłosił nowe, wolne wybory, w których republikanie i socjaliści odnieśli porównywalny sukces. Rewolucja wybuchła 4 października 1910 roku, zmuszając Manuela do abdykacji i ucieczki na brytyjski Gibraltar. Do śmierci żył na wygnaniu w Wielkiej Brytanii.

### Małżeństwo
4 września 1913 poślubił księżniczkę Augustę Wiktorię Hohenzollern-Sigmaringen (ur. 19 sierpnia 1890 w Poczdamie; zm. 29 sierpnia 1966 w Eigeltingen), córkę księcia Wilhelma Hohenzollerna-Sigmaringen (ur. 1864 – zm. 1927) i jego żony – księżniczki Królestwa Obojga Sycylii, Marii Teresy Burbon. Nie miał potomstwa.

## Śmierć
Zmarł młodo, 2 lipca 1932 w Fulwell Park w Middlesex w Anglii.

## Odznaczenia
- Wielki Mistrz Trzech Orderów (Chrystusa, Św. Benedykta z Avis i Św. Jakuba od Miecza)[2]
- Wielki Mistrz Orderu Wojskowego Wieży i Miecza, Męstwa, Wierności i Zasługi[2]
- Wielki Mistrz Orderu Niepokalanego Poczęcia Najświętszej Marii Panny z Vila Viçosa[2]
- Order Złotego Runa (Hiszpania, 1908)[2][3]
- Order Annuncjaty (Włochy, 1908)[2]
- Order Świętego Andrzeja (Rosja)[2]
- Order Serafinów (Szwecja, 1909)[2]
- Order Słonia (Dania, 1909)[2]
- Order Podwiązki (Anglia, 1909)[2]
- Order Karola III (Hiszpania)[2]
- Królewski Order Wiktoriański (Anglia)[4]
- Krzyż Wielki Orderu Świętego Stefana (1909, Austro-Węgry)[5]